# Liste von Todesfällen an der Zugspitze
Dies ist eine chronologische Liste verbriefter Todesfälle an der Zugspitze, dem höchsten Berg Deutschlands. Enthalten sind auch Fälle, die auf der österreichischen Seite eingetreten sind. Der Verstorbenen wird seit 1952 alljährlich mit der Gatterlmesse gedacht.

## Chronik

### 1928–1930
- Beim Bau der Bayerischen Zugspitzbahn gab es insgesamt zehn Tote. Neben sechs Unfällen durch Abstürze bzw. Steinschläge starben zwei Arbeiter bei einer Explosion in einem Tunnel. Bei einem Brand, der von der Kantine bei Tunnelfenster IV auf die dort befindlichen Wohnbaracken übergriff, erstickten zudem ein Ingenieur bei dem Versuch, verirrte Arbeiter herauszuführen, sowie ein Hilfsarbeiter, der seine Ersparnisse in Höhe von 600 Mark vor dem Feuer retten wollte.[1]

### 1931
- Anselm Barth senior (I.), seit 1925 Pächter des Münchner Hauses, kam bei einem Sturz im Dezember 1931 ums Leben. Während er laut damaligen DAV-Mitteilungen „über die Wände zum Schneeferner in der Nacht […] infolge plötzlichen Unwohlseins bei der Wetterschau verunglückt“ ist,[2] wurde später von einem Absturz bei einer schwierigen Rettungsmission berichtet[3][4] und zuletzt durch die Familie von einem Stoß nach einem Streit vor der Hütte gesprochen.[5] Barth, der bereits vor seiner Tätigkeit als Hüttenwirt ein bekannter Bergführer in der Region war, trug den Namen „Zugspitzvater“ und rettete unzählige Menschen aus Bergnot. Ein bis 1945 geführtes Rettungsbuch ging nach der amerikanischen Besatzung des Gipfels verloren. Sein Sohn Anselm Barth junior (II.) führte bis zu seinem Tod 1974 die Tätigkeit als Hüttenwirt und Bergretter fort und wurde als „Schutzengel über dem Höllental“ bekannt, ihm werden insgesamt 356, teils spektakuläre, Rettungsmissionen zugeschrieben. Mit der Professionalisierung der Bergwacht wurden Rettungseinsätze der späteren Hüttenwirte Anselm Barth (III.) und Hansjörg Barth seltener.[6]

### 1947
- Am 1. Juli stürzte der 80-jährige Johann Michael Kunesch in der Höllentalklamm in den Tod, nachdem er bereits über 60 Mal die Zugspitze bestiegen hatte. Auch weitere Gipfel des Alpenraums, u. a. den Mont Blanc und das Matterhorn, hatte er bereits mehrfach erklommen und verschiedene europäische Länder zu Fuß durchquert.[7][8]

### 1949
- Am 17. April stürzte eine 31-jährige Frau aus Innsbruck 600 Meter tief ab. Die Gruppe wollte ursprünglich durch den Verbindungsstollen zwischen Kammstation der Tiroler Zugspitzbahn und Schneefernerhaus vom österreichischen auf den deutschen Gipfel, wurde aber von der Grenzpolizei daran gehindert. Daraufhin probierte sie es über den Ostgrat, wo sich das Unglück ereignete.[9]

### 1950
- Am 20. Juli stürzte die 31-jährige Kontoristin Margarete Kroll aus Langenberg am Höllentalferner ab, als sie an einer anspruchsvollen Stelle das Halteseil losließ. Die Bergwachten aus Grainau und Garmisch bargen die Tote. Nur wenige Tage zuvor war ein junger Kletterer am Wetterwandeck tödlich verunglückt.[10]
- Am 25. August stürzte eine Frau im Alter zwischen 30 und 40 Jahren ca. 150 Meter tief ab und blieb in einer Gletscherspalte liegen. Noch kurz zuvor hatten andere Bergsteiger ihr Hilfe angeboten, da sie durch ihr schweres Gepäck sehr erschöpft wirkte.[11]
- Die 25-jährige Heidelberger Kontoristin Hildegard Langenberger beging am 21. November Selbstmord. Sie sprang über das Geländer am Münchner Haus 80 Meter tief ins Bayernkar. Einen Bergeversuch mussten Zollbeamte abbrechen, da sie im tiefen Schnee nur wenige Meter weit kamen. Zwei Abschiedsbriefe wurden im Briefkasten auf der Zugspitze sichergestellt.[12][13]

### 1951
- Der belgische Kaufmann Eduard Huegarts war mit seiner Reisegruppe von Ehrwald mit der Seilbahn auf die Zugspitze gefahren. Auf dem Weg zur Wiener-Neustädter-Hütte kam der 41-Jährige ins Stolpern und erlag nach einem Sturz über 20 Meter einem Genick- und Schädelbasisbruch.[14]
- Bei einer Wanderung zur Höllentalangerhütte am 23. September stolperte die 60-jährige Hamburgerin Lola Kords 300 Meter vor dem Ziel über einen Stein und fiel einen Hang herab.[15]
- Ebenfalls am 23. September wurde die Leiche eines ca. 25-jährigen jungen Mannes unterhalb des Bretts entdeckt. Die Bergwacht barg am Folgetag seine Leiche.[15]

### 1952
- Im Februar forderten Lawinen mehrere Todesopfer auf der österreichischen Seite der Zugspitze.[16]
- Vier bayerische Grenzpolizisten und ein Vorarlberger Skibergsteiger starben am 20. Dezember bei einer Vermisstensuche am Gatterl durch eine Lawine. Trotz erheblicher Gefahren suchten anschließend bis zu 100 Helfer bei widrigsten Umständen nach den Verschütteten, konnten diese aber nicht mehr lebend befreien.[17][18]

### 1954
- Ein ca. 18-jähriger Mann war bei schlechtem Wetter am 4. August mit Turnschuhen durch das Höllental aufgestiegen und oberhalb der Irmerscharte vom Weg abgekommen. Touristen hörten seine Hilferufe und stiegen zu ihm ab. Kurz bevor sie ihn erreichten, stürzte der junge Mann ca. 80 Meter tief zum Höllentalferner. Die Touristen eilten zusammen mit Anselm Barth (II.), dem Wirt des Münchner Hauses, hinab. Dieser leistete Erste Hilfe und verbrachte die Nacht bei dem jungen Mann, der jedoch am frühen Morgen vor Eintreffen der Bergwacht verstarb.[19]

### 1959
- Am Karsamstag, dem 28. März fand die Polizei die Leiche der erst 15-jährigen Brigitte Jäger. Sie stürzte beim Abstieg vom Gipfel ins Höllental ab, nachdem sie zuvor beim Aufbruch zur riskanten Tour auf dem Gipfel Zurückgebliebene noch als „Feiglinge“ bezeichnet hatte. Ihr Begleiter, ein 63-jähriger Metzger, blieb zunächst vermisst.[20][21]
- Am 19. April nahm sich die 40-jährige Regensburgerin Hedwig Prasch mit einem Sprung von der Gipfelterrasse in das Schneekar das Leben. Bergungsversuche erschienen an dieser Stelle aussichtslos und wurden zunächst nicht unternommen.[22]
- Am 24. Mai kam der Schlosser und Skispringer Paul Hirtreiter beim Skifahren ums Leben. Er fuhr einen Steilhang am Schneefernerhaus statt der mit den damaligen untaillierten Skiern üblichen Querfahrt gerade herunter. Nach ca. 50 Metern überschlug er sich und brach sich einen Halswirbel, was zusammen mit einer schon kriegsbedingt vorhandenen Halswirbelverletzung beim Abtransport zum Tod führte.[23]
- Am 29. August wurde am Höllentalferner die Leiche des 65-jährigen Wilhelm Weid aus Arzberg entdeckt, der drei Tage zuvor aus Hammersbach zum Gipfel aufgebrochen war.[24]

### 1962
- Im Juni 1962 wollten zwei junge Männer aus Schweden von der Riffelspitze auf die Zugspitze aufsteigen, als einer von ihnen, der 22-jährige Bäcker Karl-Heinz Thimsen aus Göteborg, auf einem Schneefeld ausrutschte und ca. 300 Meter tief fiel. Sein Begleiter stieg sofort zur Eibseestation der Zugspitzbahn ab, wo der Fahrdienstleiter Grenzpolizei und Bergwacht alarmierte. Einige Tage später fand man die Leiche auf einem Schneefeld, von wo aus sie mit einem Stahlseilgerät geborgen wurde.[25]

### 1965
- In der Nacht vom 3. auf den 4. April verunglückte der 22-jährige Heino Lochbiehler aus Holzleiten bei Obsteig. Der junge Elektriker der Tiroler Zugspitzbahn wollte vom Zugspitzkamm zu seiner Dienststelle an der Bergstation aufsteigen, wobei er auf das Zugspitzplatt abstürzte.[26]
- Am 15. Mai forderte eine Lawine, die über die Sonnenterrassen des Schneefernerhauses und die Liftanlagen am Zugspitzplatt hinwegging, 10 Tote und 21 Verletzte.
- Die Leiche des seit dem 22. Juli 1965 vermissten Mannheimer Maschinenarbeiters Helmut Jörg wurde erst am 1. Oktober 1966 durch zwei Touristen unterhalb der Wiener-Neustädter-Hütte in einer Felsrinne entdeckt. Zuvor waren mehrere Suchaktionen der Bergwacht ohne Erfolg geblieben. Die Gendarmerie brachte die Leiche am Folgetag ins Tal.[27]
- Zwei Leichen wurden am 12. Oktober unterhalb des Jubiläumsgrats auf österreichischem Territorium aus einem Hubschrauber der Bundeswehr gesichtet. Ein an Bord genommener Militärarzt bestätigte, dass ein Überleben nahezu ausgeschlossen werden konnte, weshalb kurz vor Einbruch der Dunkelheit aus Sicherheitsgründen keine Rettungsmission mehr begonnen wurde. Die Polizei ging davon aus, dass es sich um zwei in den Vortagen vermisst gemeldete Bergsteiger aus Weilheim[28] und Reutlingen handelte.[29]

### 1967
- Ende Juli rutschte die 36-jährige Frankfurterin Hildegard Flügel bei einer Wanderung vom Schneefernerhaus zum Münchner Haus in einer Schneerinne aus und stürzte 60 Meter tief ab.[30]
- Am 6. Dezember wurde der amerikanische Soldat Michael P. Gooding beim Aufstieg auf die Zugspitze zuletzt von einem Hüttenwirt in der Höllentalklamm gesehen und am Folgetag vermisst gemeldet. Er war in Bad Kreuznach stationiert und verbrachte seinen Urlaub in Garmisch-Partenkirchen. Kräfte aus Bergwacht und US-Armee brachen die Suche erst Anfang Januar ergebnislos ab, als nach kräftigem Schneefall keine Hoffnung auf ein Überleben mehr bestand.[31]

### 1968
- Nach dem Besuch der Gatterlmesse verstarb am 15. September ein 55-jähriger Mann aus Krün auf dem Rückweg an einem Herzinfarkt. Sofort durch ebenfalls auf dem Rückweg befindliche Polizisten eingeleitete Wiederbelebungsmaßnahmen blieben erfolglos.[32] Später stellte sich heraus, dass es noch ein weiteres Todesopfer gab. Ein 84-jähriger ehemaliger Schmiedemeister aus Oberau war auf dem Rückweg zum Hotel Schneefernerhaus zusammen mit einem Kurgast aus Erlangen vom Weg abgekommen. Nach Einbruch der Dunkelheit verloren sich beide aus den Augen. Während der Kurgast im Schnee biwakierte und am Morgen völlig erschöpft das Ziel erreichte, konnte der 84-Jährige durch die Bergwacht zwei Tage später nur noch tot geborgen werden.[33]

### 1970
- Ein Schmiedemeister aus Wasseralfingen verfehlte Mitte August den Einstieg vom Höllentalferner zum oberen Klettersteig und stürzte in die Randkluft, wobei er sich an der Felswand tödliche Kopfverletzungen zuzog. Er hatte zuvor auf dem Grünen Buckel übernachtet und am frühen Morgen den Aufstieg fortgesetzt.[34]

### 1971
- Am Höllentalferner kam der 63-jährige Schlosser Erich Kuhlmann aus Unterpfaffenhofen ums Leben. Er rutschte von den ersten Metallsprossen des Klettersteigs ab, glitt ca. 30 Meter über den Gletscher, fiel in eine ca. 25 Meter tiefe Gletscherspalte und landete dort im Wasser. Seine Frau und ein Bekannter mussten den Sturz mit ansehen. Andere Bergsteiger holten am Gipfel Hilfe, wo sich sofort ein Grenzpolizist und der Sohn des Hüttenwirts (Anselm Barth III.) auf den Weg machten. Sie seilten den Verletzten an, sodass er durch ebenfalls alarmierte Bergwachtkräfte zügig herausgezogen werden konnte. Ein Hubschrauber der Bundeswehr brachte den Mann in ein Krankenhaus, wo er noch am gleichen Tag seinen Verletzungen erlag.[35]

### 1974
- Ein Familienausflug zum Skifahren endete mit dem tödlichen Absturz der 31-jährigen Hausfrau Karin Markwirth aus Mülheim an der Ruhr. Sie war mit ihrem Mann und ihren beiden Kindern im Urlaub in Oberammergau und von Ehrwald mit der Seilbahn zur Zugspitze gefahren, um von dort mit Skiern über das Platt und Gatterl zurück ins Tal zu fahren. Noch am Platt schnallte die Familie an einer steilen Stelle die Skier ab und die Frau verschwand kurz darauf lautlos in der Tiefe. Da bayerische Hubschrauber aufgrund von Nebel im Tal nicht starten konnten, unterstützte der Innsbrucker Flugrettungsdienst die Bergung der 300 Meter tief abgestürzten Frau.[36]
- Eine Lawine begrub auf dem Zugspitzplatt am 27. Oktober vier Menschen unter sich. Während sich drei von ihnen selbst befreien konnten, wurde der 34-jährige Kaufmann Dieter Bachmann aus München erst nach drei Stunden geborgen, Wiederbelebungsversuche blieben erfolglos. Er war mit einem Bekannten unterwegs, die beiden hatten sich spontan zwei anderen Skifahrern angeschlossen, um abseits der gesicherten Piste einen Steilhang zum Schneefernerhaus zu befahren. Dabei traten sie ein 200 Meter breites Schneebrett los, das sie unter sich begrub. Die Anfahrt der Bergwacht verzögerte sich, da die Helfer eine Stunde lang in einer Seilbahngondel ausharren mussten, die im Schneesturm mit einem Mast zu kollidieren drohte. Platt und Seilbahn wurden daraufhin für einige Tage gesperrt, bis mehrere Lawinen gesprengt waren.[37]

### 1975
- Am 21. Juli wurde von einer Hubschrauberbesatzung der Leichnam eines vermissten 28-jährigen Hilfsarbeiters aus München entdeckt. Er war auf dem Weg von der Alpspitze zur Jubiläumsgrathütte auf einem Schneefeld ausgerutscht und 250 Meter in die Tiefe gefallen.[38]
- Im Oktober erhängte sich ein 29-jähriger Seilbahnangestellter in der Gipfelstation mit einem Sicherungsgurt.[39]
- Ebenfalls im Oktober erlitt ein 58-jähriger Tourist im Hotel Schneefernerhaus einen Herzinfarkt.[39]

### 1977
- Ein 27 Jahre alter Hausmeister des österreichischen Gipfelhotels beging am 20. Februar Selbstmord. Er hatte zuvor bereits mehrfach Selbsttötungsabsichten geäußert und am Vorabend der Tat betrunken randaliert, weshalb er in einem Liftgebäude eingesperrt worden war. Nach seiner Freilassung am Morgen stürzte er sich vom Westgipfel ca. 800 Meter tief in das Schneekar.[40]

### 1979

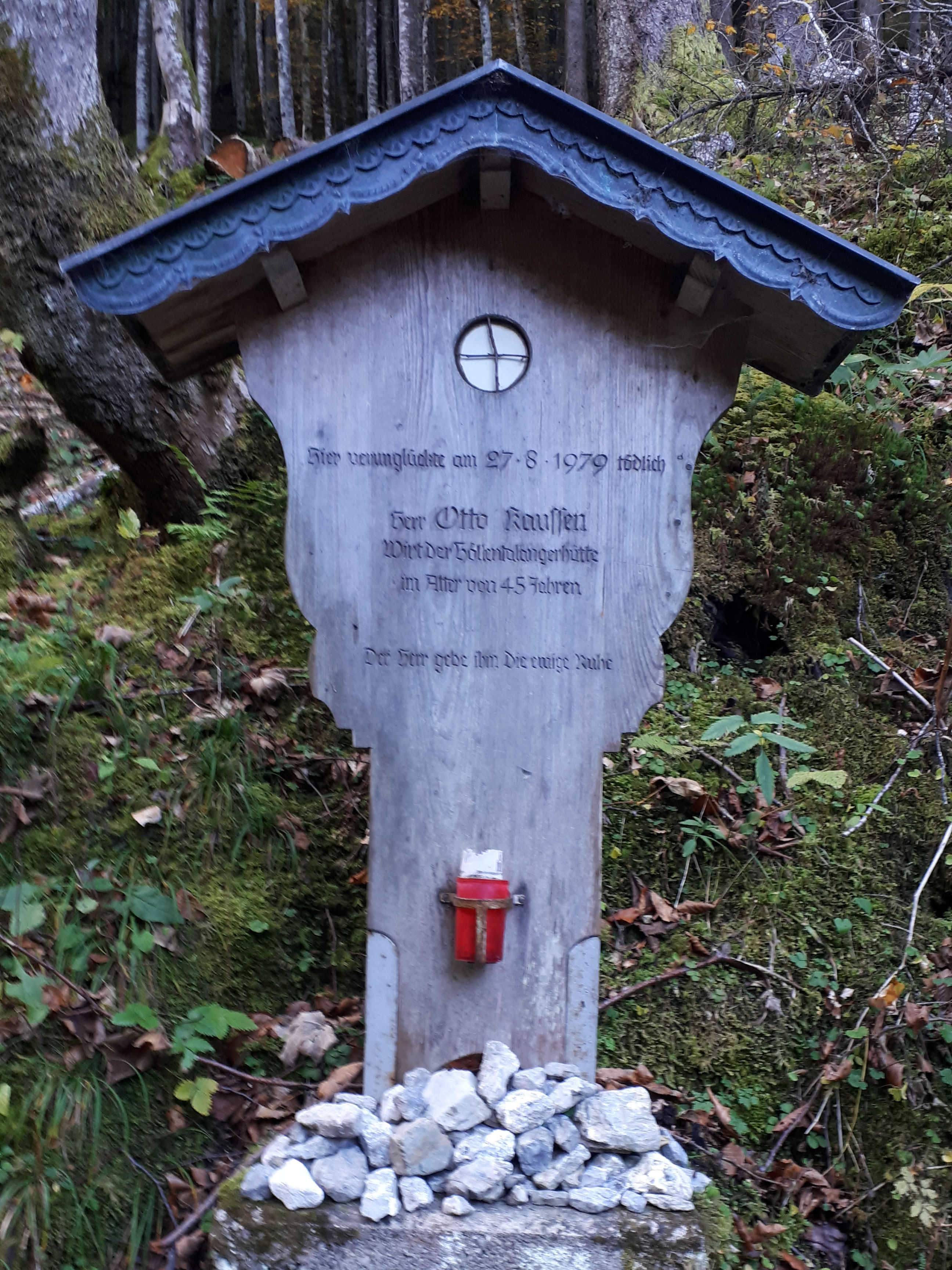
Gedenktafel für Otto Kaussen, verunglückt im August 1979.

- Der 20-jährige Benedikt Geiger stürzte beim „Schafschaugn“ am 29. Juli ab (großer Waxenstein).
- Der 45-jährige Wirt der Höllentalangerhütte, Otto Kaussen, verunglückte am 27. August tödlich in der Höllentalklamm.

### 1980

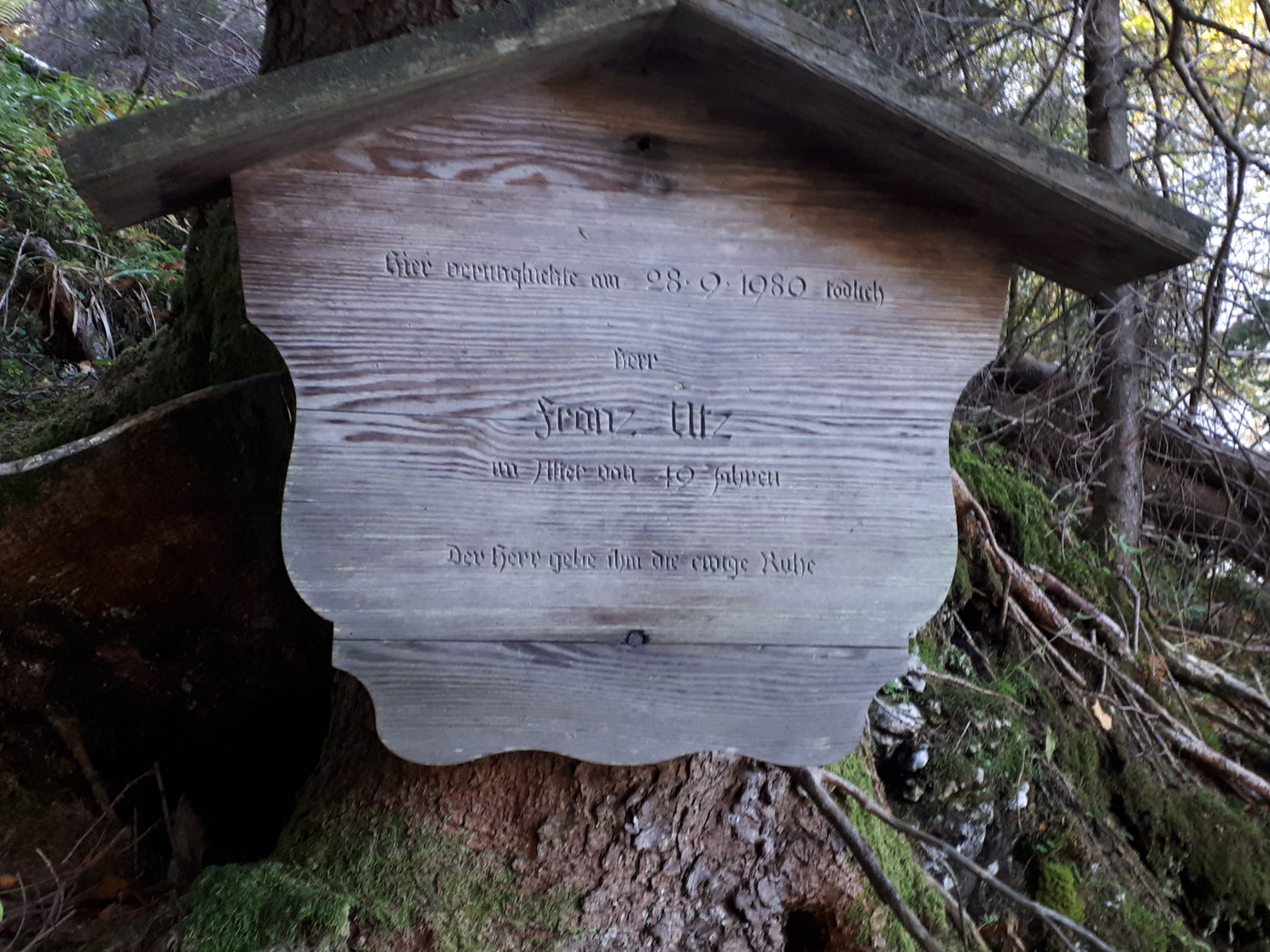
Gedenktafel für Franz Utz, verunglückt im September 1980.

- Der 49-jährige Franz Utz verunglückte am 28. September tödlich in der Höllentalklamm.

### 1983

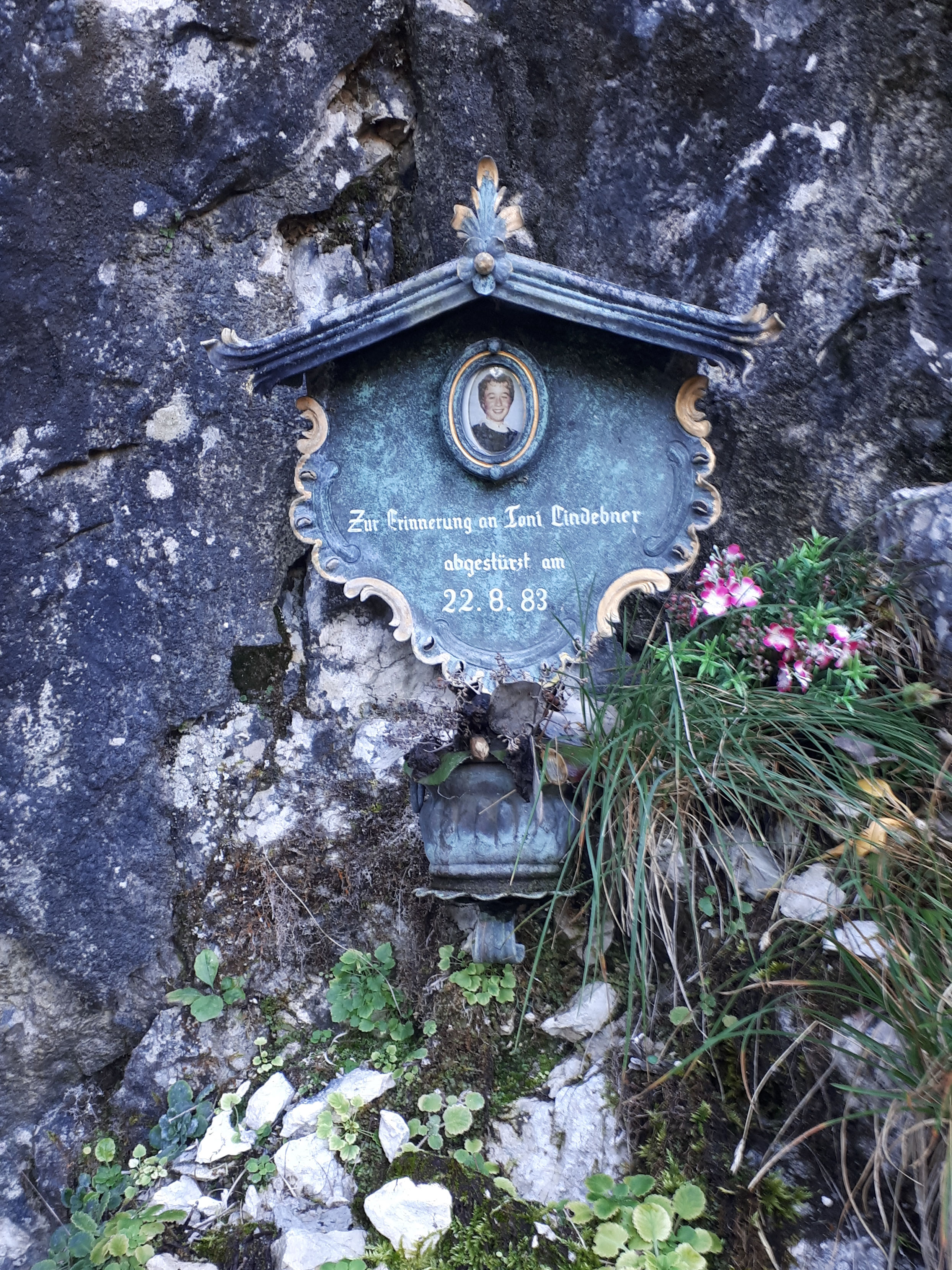
Gedenktafel für Toni Lindebner, verunglückt im August 1983.

- Am 22. August stürzte Toni Lindebner in der Höllentalklamm ab.

### 1985
- Ein Bundeswehrsoldat brach am 26. Januar allein zu einer Bergtour auf, um sich auf der Zugspitze mit Freunden zu treffen. Er kam dort nicht an und wurde von seinen Eltern vermisst gemeldet. Einen Tag später wurden unterhalb der Knorrhütte zunächst Skier und Fußspuren nahe einem Lawinenkegel gefunden. Als Bergwachtkräfte und Bundeswehrhubschrauber das Gebiet absuchten, entdeckten sie an der Talstation eines Skilifts am unteren Zugspitzplatt eine weitere Lawine, in der Lawinenhunde den Leichnam orteten. Offenbar hatte der Soldat nach der ersten Lawine die Skier abgeschnallt und beim weiteren Aufstieg zu Fuß eine zweite Lawine losgetreten, in der er ums Leben kam.[41]

### 1990
- Ein 54-jähriger, gut ausgerüsteter und sehr erfahrener Bergsteiger aus Pasing verunglückte am Jubiläumsgrat tödlich. Er stürzte 700 Meter tief in das Mathaisenkar. Zuvor war der eingeschneite Pkw des bereits als vermisst gemeldeten Mannes am 7. Januar auf dem Parkplatz der Talstation der Kreuzeckbahn entdeckt worden und hatte den Anstoß für die Suchaktion von Bergwacht und Bundesgrenzschutz gegeben. Von einem aus Ingolstadt angeforderten Hubschrauber der Bundeswehr aus wurde die Leiche schließlich im Schnee entdeckt. Er ist seit 1950 der 30. Bergsteiger, der am Jubiläumsgrat tödlich verunglückt ist.[42]
- Ein 54-jähriger Holländer erlitt im Februar beim Skifahren auf dem Zugspitzplatt einen Herzinfarkt. Er kippte in Begleitung seiner Ehefrau plötzlich aus dem Schlepplift und starb wenig später im Krankenhaus.[43]

### 1991
- Mitte Juli rutschte eine 37-jährige Zahnarzthelferin aus Forchheim auf einem Altschneefeld ca. 40 Meter in die Tiefe. Die Frau, die sich beim Aufstieg aus Ehrwald via Wiener-Neustädter-Hütte befand, blieb in einer Kluft liegen, aus der sie erst am Abend tot geborgen werden konnte.[44]

### 1992
- Im Herbst wurden an der Höllentalangerhütte Hilferufe vernommen, jedoch verhinderten schlechtes Wetter und Dunkelheit einen Hubschraubereinsatz. Einige Helfer steigen von der Hütte aus auf, um die nahende Hilfe durch Kräfte der Bergwacht anzukündigen. Dabei vernahmen die Helfer Steinschlaggeräusche und die Hilferufe verstummten. Das Team der Bergwacht fand anschließend unter einer 150 Meter hohen Wand den Leichnam eines 32-jährigen Kochs aus Sachsen. Wenn er sich einen sicheren Platz gesucht hätte, dann wäre er kurze Zeit später gerettet worden.[45]
- Ein 27-jähriger Schaffner der Eibsee-Seilbahn stürzte auf dem schnee- und eisbedeckten Gratweg ca. 300 Meter tief in den Tod, als er nach seiner letzten Fahrt des Tages nicht die bereitstehende Schlafmöglichkeit am Gipfel nutzte, sondern zu seinem Zimmer am Schneefernerhaus absteigen wollte. Kollegen fanden am nächsten Tag seine Leiche, nachdem er nicht zur Arbeit erschienen war.[46]

### 1994

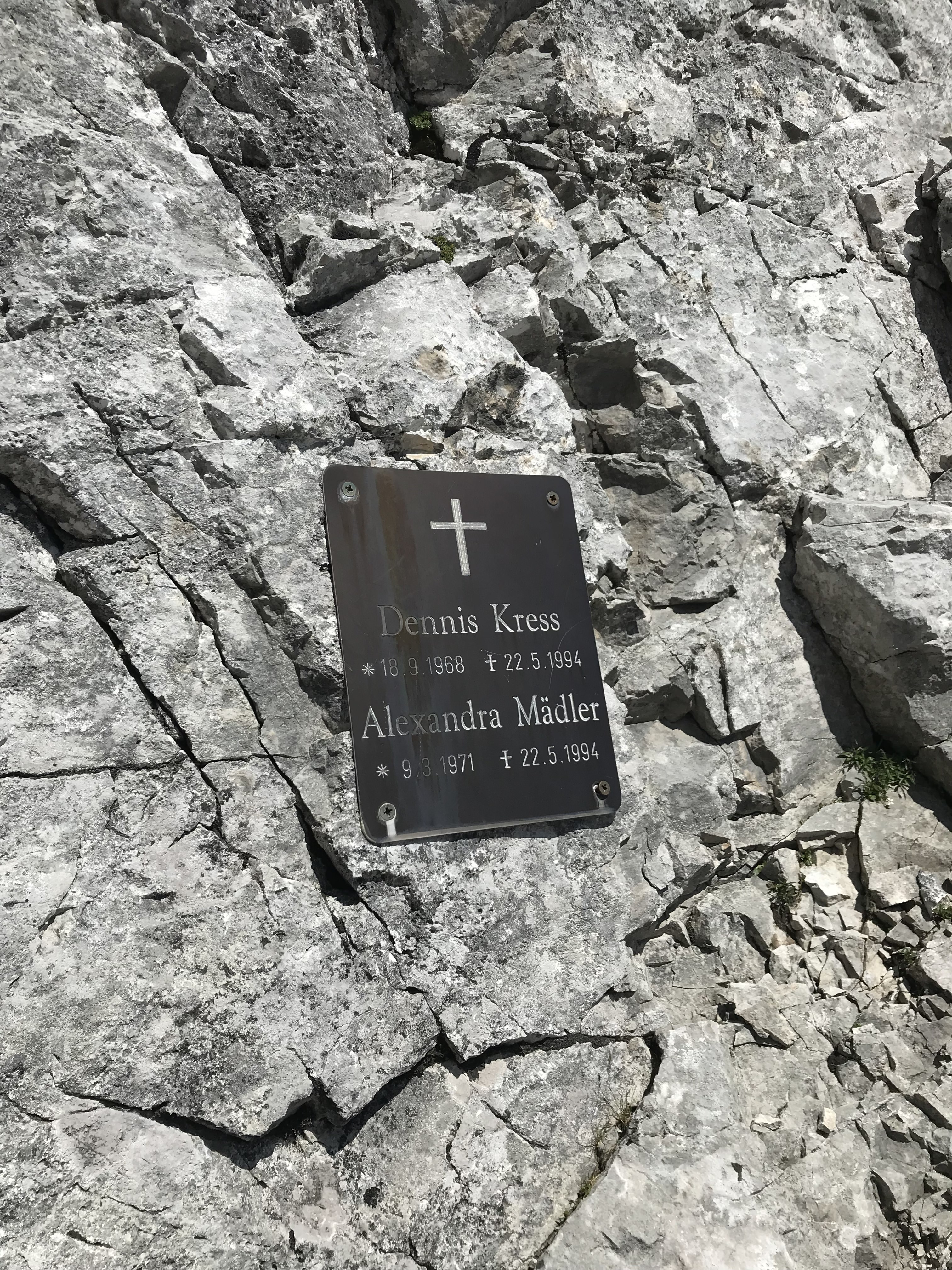
Gedenktafel für das Pfingsten 1994 verunglückte Paar.

- Dennis Kress (* 18. September 1968) und Alexandra Mädler (* 9. März 1971) starben am Pfingstsonntag, dem 22. Mai, zwischen Höllentalferner und Irmerscharte, wo heute eine Gedenktafel am Klettersteig an sie erinnert. Vermutlich rutschte einer der beiden Hanauer auf einem Schneebrett aus und riss den angeseilten Partner mit in die Tiefe. Das Seil verfing sich nach 60 bzw. 90 Metern an einem Vorsprung der steilen Felswand, beide waren sofort tot. Sie wurden am Nachmittag des Folgetags von fünf Bergsteigern entdeckt, die das Unglück am Abend im Münchner Haus meldeten. Ein erster Bergeversuch der Bergwacht unmittelbar darauf schlug aufgrund des schlechten Wetters und der einbrechenden Dunkelheit fehl. Erst am Dienstag konnten die Leichen per Hubschrauber ins Tal gebracht werden.[47]

### 1995
- Anfang Mai beging ein Mann Suizid, indem er sich vor den Augen von Touristen über das Geländer der Gipfelterrasse stürzte. Sein Körper wurde durch die Bergwacht 700 Meter tiefer geborgen.[48]
- Ein 61 Jahre alter Münchner stürzte Ende Juni aus unbekannter Ursache beim Aufstieg nahe der Irmerscharte ab. Er war allein unterwegs und wurde von der Bergwacht im Höllental gefunden.[49]
- Eine Woche später stürzte Anfang Juli an fast derselben Stelle ein 53-jähriger Mann aus Darmstadt beim Überqueren eines Schneefeldes 550 Meter in die Tiefe. Er war mit drei Begleitern von Hammersbach durch das Höllental aufgestiegen. Der Leichnam wurde durch die Bergwacht mit Unterstützung eines Hubschraubers geborgen.[50]
- Ein 56-jähriger erfahrener Bergsteiger aus Kaarst stürzte bei einer Tour über den Jubiläumsgrat ca. 30 Meter in die Tiefe und starb. Er war am 27. Juli mit der Seilbahn auf die Zugspitze gefahren und am späten Abend als vermisst gemeldet worden. Vermutlich kam er beim Abstieg durch schlechte Wetterverhältnisse vom Weg ab. Seine Leiche wurde drei Tage später gefunden.[51]

### 1996
- Am 10. November steuerte der 54-jährige Privatier Udo Berninghaus sein Flugzeug vom Typ Piper PA-28, das er erst kurz zuvor erworben hatte, oberhalb von Ehrwald gegen eine Felswand und starb. Er war knapp zwei Stunden zuvor vom Flugplatz Zweibrücken gestartet und wurde von einem Fluglehrer in einer zweiten Maschine begleitet, da er noch keinen Pilotenschein besaß. Kurz nach dem Start diktierte er diesem per Funk eine Abschiedsnachricht und nahm dann Kurs auf die Zugspitze. Einige Jahre zuvor hatte der Millionär aus gesundheitlichen Gründen sein Unternehmen verkaufen müssen. Am Vorabend hatte er zudem erfahren, dass seine Ehefrau, die alkohol- und medikamentenabhängig war, eine Affäre mit seinem langjährigen Prokuristen hatte. Ein SAR- und ein Polizeihubschrauber konnten ihn nicht von seinem Vorhaben abbringen. Da das genaue Ziel unklar war, wurde sicherheitshalber das Zugspitzplatt geräumt und der Seilbahnbetrieb eingestellt.[52][53]

### 1997
- Eine 29-jährige Studentin aus München verunglückte auf der österreichischen Seite der Zugspitze am 27. Juli tödlich, als sie mit ihrer Gruppe nach dem Aufstieg vom Eibsee beim Abstieg von der Wiener-Neustädter-Hütte auf Schottergelände den Halt verlor und 150 Meter in die Tiefe stürzte.[54]

### 1998
- Eine neunköpfige Gruppe aus dem Stuttgarter Raum wollte unter der Leitung eines 55-jährigen DAV-Tourenführers am 5. September von der Höllentalangerhütte zum Zugspitzgipfel und weiter zur Knorrhütte. Die Gruppe litt unter den widrigen Wetterverhältnissen. Ein 66-jähriger Teilnehmer konnte wegen Kreislaufproblemen die Tour nicht fortsetzen, weshalb der Führer und eine 56-jährige Frau bei ihm blieben. Die restliche Gruppe sollte auf dem Münchner Haus Hilfe holen. Die Frau entschloss sich dann, zur Gruppe aufzuschließen, brach dabei jedoch ebenfalls zusammen. Für den Mann kam jede Hilfe zu spät, die Frau verstarb wenig später im Krankenhaus. Eine Obduktion ergab bei beiden als Todesursache Erschöpfung und Unterkühlung. Der DAV verteidigte die Gruppe, da das Wetter zunächst vertretbar gewesen sei und die trotz ihres fortgeschrittenen Alters erfahrene und fitte Gruppe die Entscheidung zur Tour einstimmig getroffen hatte. Laut Bergwacht war die Gruppe für das schlechte Wetter unzureichend ausgerüstet und hätte den Mann bei den ersten Anzeichen für seine Erkrankung sofort zurück ins Tal bringen müssen. Die Staatsanwaltschaft ermittelte gegen den Führer wegen fahrlässiger Tötung.[55][56][57][58][59]

### 1999
- Ein 29-jähriger Tourist aus Bremen trat am 1. August neben dem Gipfelkreuz in ein Felsloch und stürzte über den südlichen Abhang ca. 150 Meter in die Tiefe.[60]

### 2000
- Ein 59 Jahre alter Mann aus Coburg rutschte am 13. August auf dem Jubiläumsgrat vor den Augen seines Begleiters aus und stürzte rund 100 Meter in die Tiefe. Die beiden hatten die Nacht auf dem Münchner Haus verbracht und den Grat schon mehrfach begangen. Die Leiche wurde am späten Nachmittag mit Hilfe eines Hubschraubers aus dem unwegsamen Gelände geborgen.[61]

### 2001
- Drei Skifahrer befuhren am 26. Februar ein wegen Lawinengefahr gesperrtes Gebiet am Wetterwandeck und lösten eine 200 Meter breite Lawine aus, die ca. 800 Meter in die Tiefe stürzte. Eine Frau wurde verschüttet und konnte dank ihrer Ausstattung mit Lawinenpiepser zunächst zügig durch ein in der Nähe befindliches Bergwacht-Team befreit werden, verstarb jedoch auf dem Flug ins Krankenhaus. Ihre beiden Begleiter konnten sich selbst befreien.[62]

### 2002

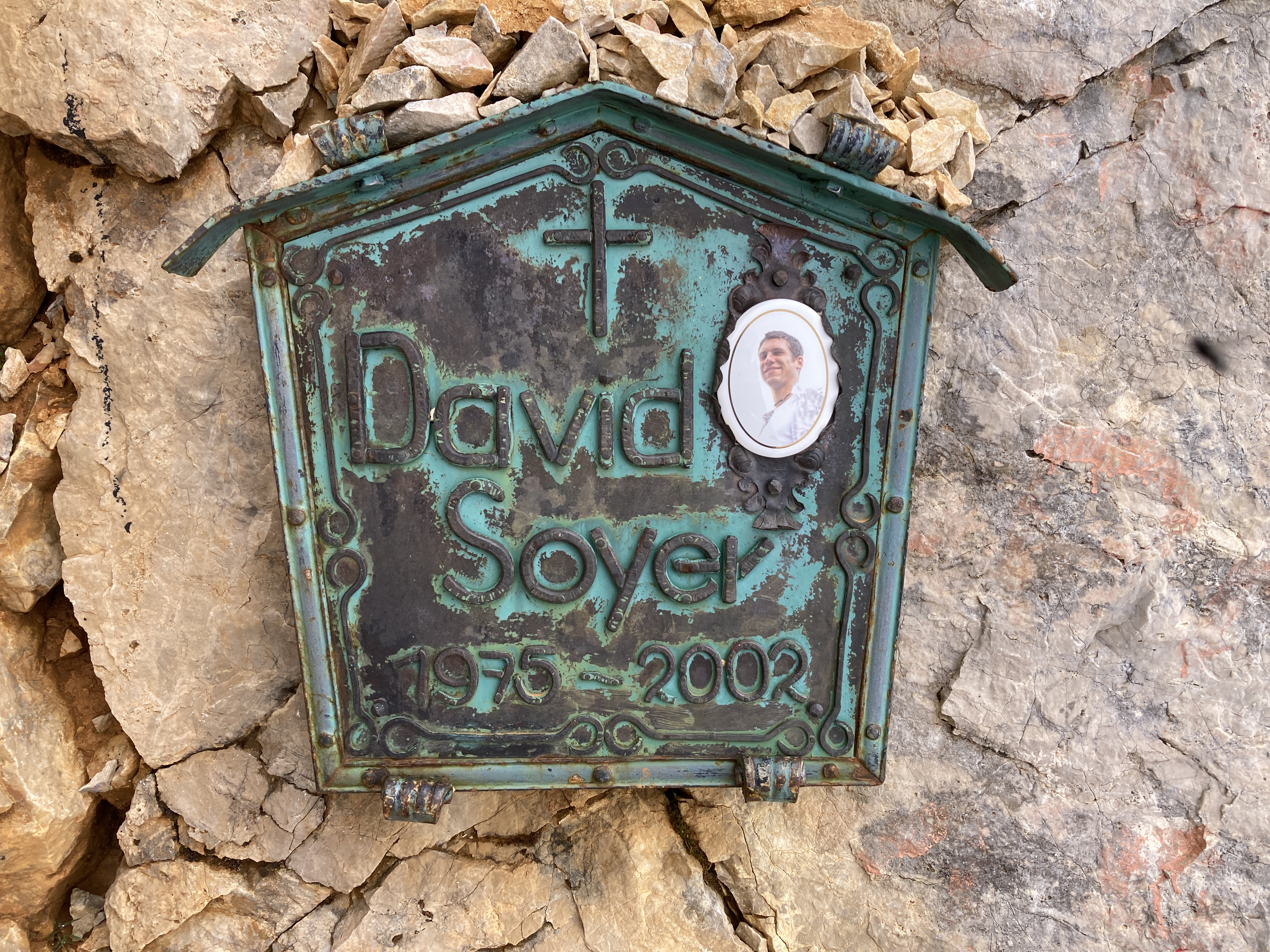
Gedenktafel für David Soyer, verunglückt im Dezember 2002.

- Ein 27-jähriger Skifahrer wurde am 1. Dezember abseits der gesicherten Piste von einer Lawine verschüttet und tödlich verletzt, als er eine Abkürzung zu einer Berghütte nehmen wollte.[63]

### 2004
- Am Pfingstmontag, dem 31. Mai, waren die beiden Münchner Philosophiestudenten und gebürtigen Bulgaren Banko B. und Hristo K. (24 und 29 Jahre) am Jubiläumsgrat unterwegs. Augenzeugen berichteten, die beiden hätten schon nach 150 Metern bemerkt, dass sie die Route trotz ihrer professionellen Ausrüstung nicht schaffen würden. Wegen des kühlen Frühlings war der Grat trotz sonst optimaler Wetterverhältnisse noch von großen Mengen Schnee und Eis bedeckt. Bei der Umkehr verließen sie den Weg und stürzten von einem Schneefeld in Richtung Höllental. Der jüngere der beiden war sofort tot, sein Begleiter wurde mit schwersten Verletzungen in die Berufsgenossenschaftliche Unfallklinik Murnau eingeliefert. Vermutlich hatten Schneeplatten den Sturz entlang der schrägen Bergwand abgefedert.[64]

### 2008

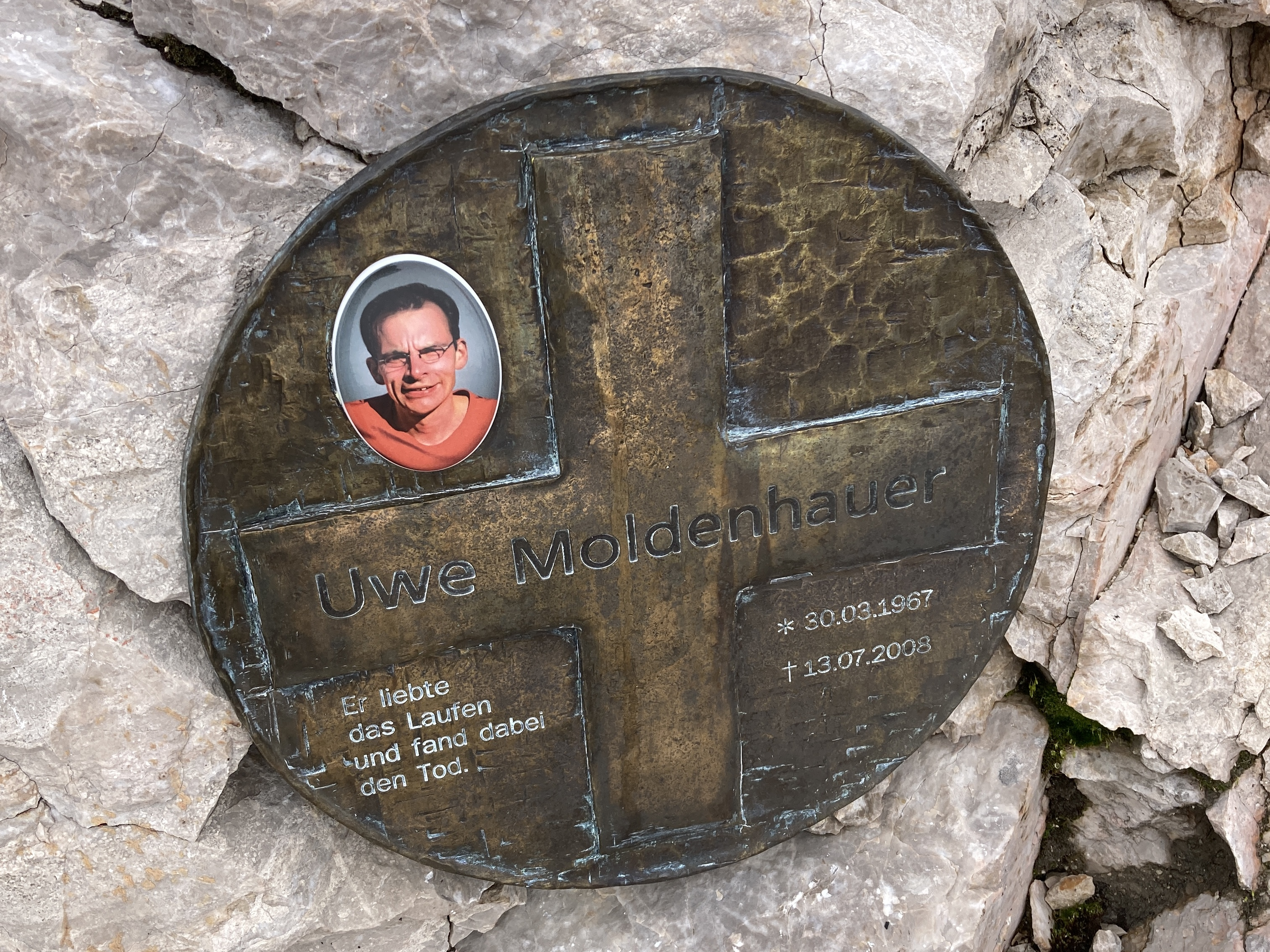
Gedenktafel für Uwe Moldenhauer, eines der beiden Opfer des Zugspitz-Extremberglaufs.

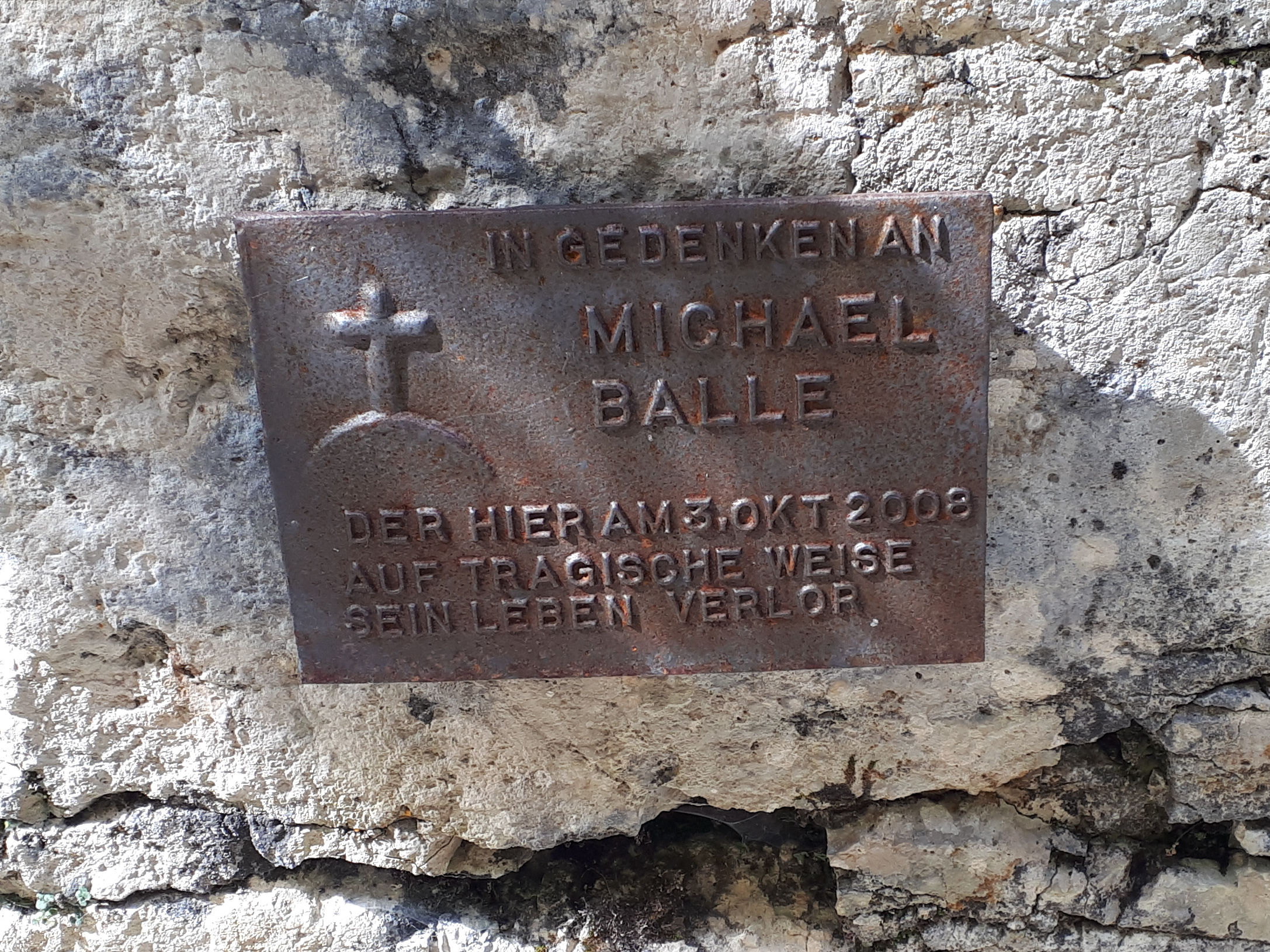
Gedenktafel für Michael Balle, verunglückt im Oktober 2008.

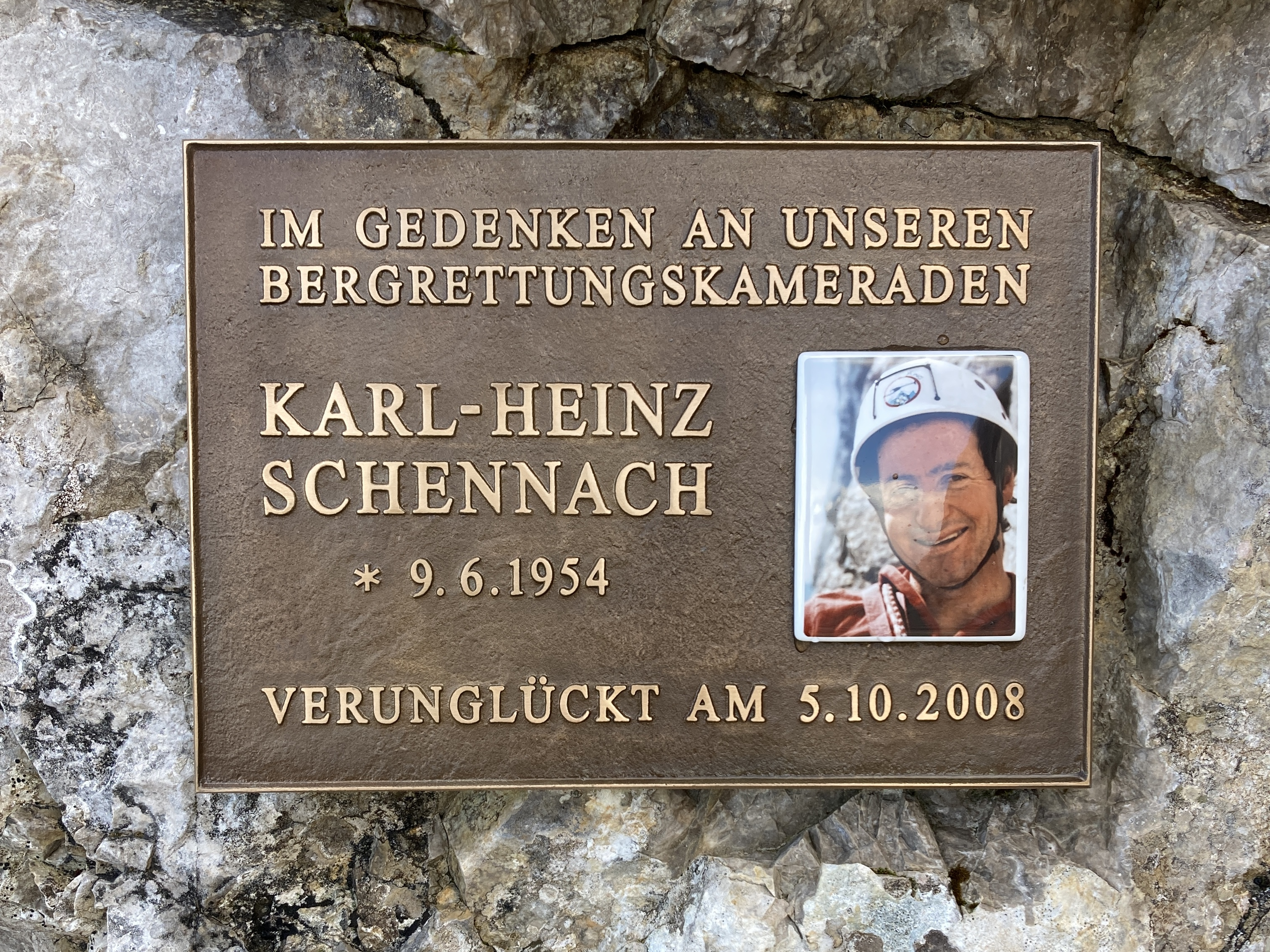
Gedenktafel für Karl-Heinz Schennach, verunglückt im Oktober 2008.

- Beim Zugspitz-Extremberglauf gab es am 13. Juli zwei Tote durch Erschöpfung und Unterkühlung nach einem sommerlichen Wettersturz[65]
- In der Nacht vom 1. auf den 2. August stürzte ein 67-jähriger Bergsteiger aus Soest in den Tod. Er hatte sich am Morgen von der Höllentalangerhütte auf den Weg zum Gipfel gemacht und nach Einbruch der Dunkelheit die Orientierung verloren. Obwohl er erst spät den Gipfel erreichte, wählte er für den Abstieg zur Knorrhütte den Jubiläumsgrat statt den Weg ins Reintal. Er versuchte dann gegen Mitternacht, über den nochmals ca. zwei Stunden langen Notabstieg am Brunntalgrat die Hütte zu erreichen, was ohne ausreichende Beleuchtung äußerst riskant ist. Offenbar war dem Mann nicht bewusst, dass sich ca. 20 Minuten weiter die Biwakschachtel Jubiläumsgrathütte befunden hätte. Als er sich nicht mehr meldete, rief die Frau beim Wirt der Knorrhütte an, der eine Suchaktion veranlasste. Am nächsten Morgen wurde der Leichnam aus einem Polizeihubschrauber gesichtet und später geborgen. Er hatte den Halt verloren und war 150 Meter in die Tiefe gestürzt.[66][67]
- Michael Balle verunglückte am 3. Oktober in der Höllentalklamm.
- Am 5. Oktober verunglückte der 54-jährige Ehrwalder Bergrettungsmann Karl-Heinz Schennach beim Aufstieg von Ehrwald unterhalb des Gipfels.[68]

### 2009

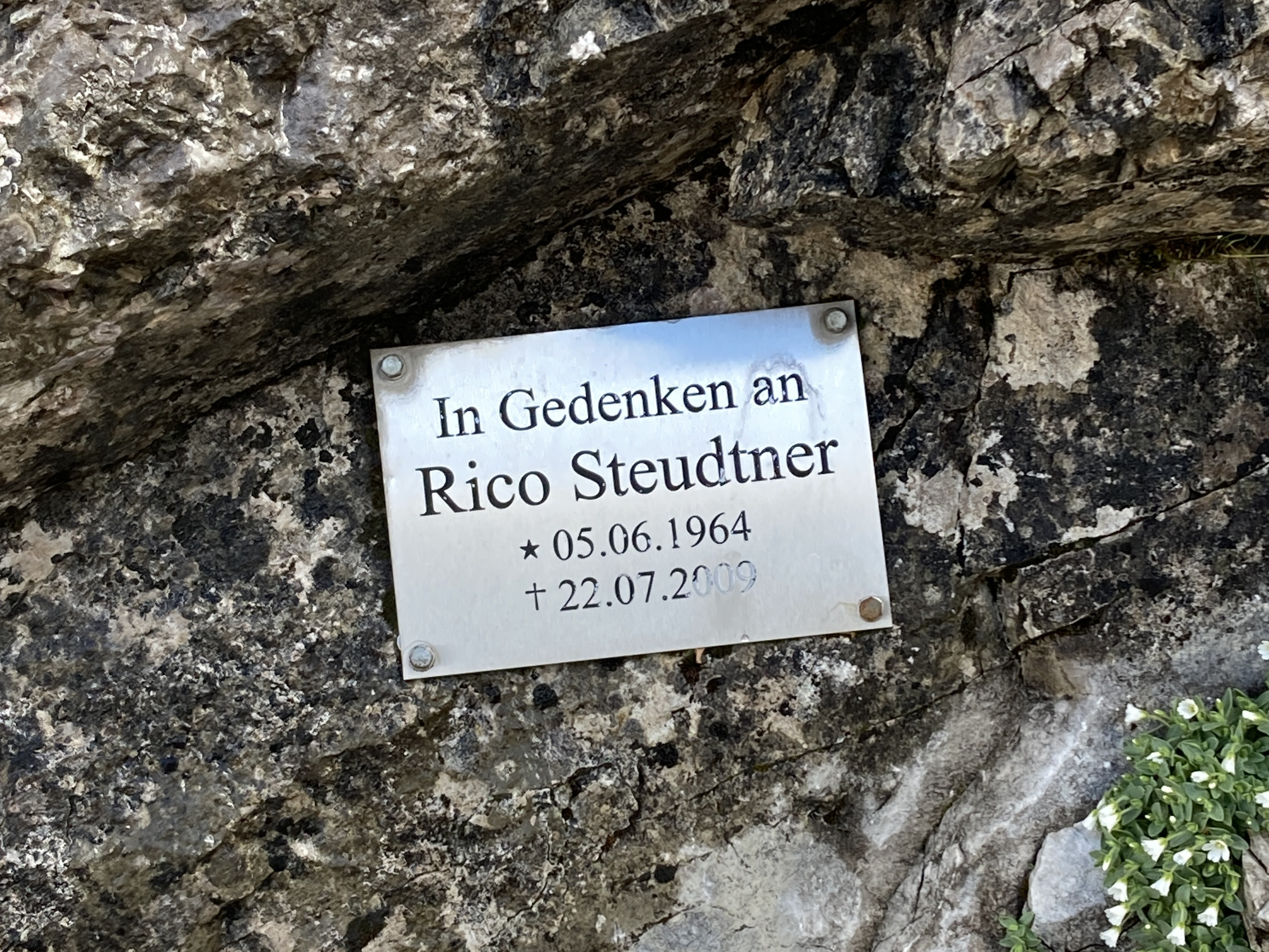
Gedenktafel für Rico Steudtner, verunglückt im Juli 2009.

- Ein 14-jähriger Schüler aus Stuttgart stürzte am 2. April während eines Wanderausflugs auf einer Klassenfahrt vom Stangensteig ca. 100 Meter tief in die Höllentalklamm. Seine Mitschüler, die das Unglück mit ansehen mussten, wurden auf die Höllentaleingangs- und Höllentalangerhütte verteilt und vom Kriseninterventionsdienst betreut. Der Lehrer kam mit einem Schock ins Krankenhaus.[69]
- Am 22. Juli starb ein 45-jähriger Mann aus Nürnberg auf der österreichischen Seite der Zugspitze. Er stolperte im unwegsamen Gelände und stürzte über 100 Meter in die Tiefe.[70]
- Zwei Lehrer aus dem Allgäu starben vermutlich am 28. Dezember auf dem Jubiläumsgrat. Sie waren am Vortag bei leichtem Schneefall auf dem Zugspitzgipfel zu ihrer Tour aufgebrochen und hatten abends die Jubiläumsgrathütte erreicht, von wo aus sie das letzte Mal Zuhause anriefen. In der Nacht gab es 10 Zentimeter Neuschnee und am Morgen bei −16 °C Sturmspitzen von bis zu 111 km/h. Die beiden erfahrenen und gut ausgerüsteten Tourenleiter des DAV Ravensburg hatten offenbar die zutreffenden Wettervorhersagen unterschätzt. Da durch Schnee und Sturm sämtliche Spuren verwischt waren und ein längeres Überleben ausgeschlossen war, stellten Polizei und Bergwacht nach einer Woche die Suche ein. Die Leichen wurden nach fast neun Monaten im September 2010 gefunden.[71][72][73]

### 2010
- Am Gamskar wurde ein österreichischer Skitourengeher am 16. Februar allein im offenen Gelände von einem 400 Meter langen und 50 Meter breiten Schneebrett verschüttet. Die Bergwacht hatte den Abgang am Abend zwar beobachtet, konnte aber zunächst auch mit Suchgerät keine Anzeichen für Verschüttete finden. Erst nach einer Vermisstenanzeige der Ehefrau des 50-Jährigen gegen 20 Uhr wurde die Suche wieder aufgenommen. Die Bergretter fanden daraufhin in der Nacht den Mann, der keinen Lawinenpiepser trug, in 30 Zentimeter Tiefe und konnten ihn nur noch tot bergen.[74][75]

### 2011
- Am 28. August meldete eine Frau aus München gegen 23 Uhr ihren Mann bei der Bergwacht als vermisst. Sie hatte zuletzt mit ihm telefoniert, als er an der Grieskarscharte war. Trotz Handy-Ortung blieb eine Suche in der Nacht erfolglos. Der Mann wurde am nächsten Morgen von einem Hubschrauber nahe der Höllentalangerhütte entdeckt. Vermutlich kam er beim Abstieg über das Mathaisenkar in der Dunkelheit vom Weg ab, rutschte aus und stürzte über felsiges Steilgelände in die Tiefe, wobei er sich tödliche Kopfverletzungen zuzog.[76]

### 2013
- Ein Bergsteiger aus Tirol trat am 17. Februar auf dem Jubiläumsgrat nahe der Inneren Höllentalspitze auf eine Wechte, die abbrach und ihn über 600 Meter mit in die Tiefe riss. Da die Dunkelheit hereinbrach und von dem 46-Jährigen zunächst jede Spur fehlte, musste ein Rettungseinsatz per Hubschrauber abgebrochen werden, lediglich seine drei Begleiter wurden ins Tal geflogen. Sein Leichnam konnte am Folgetag geborgen werden.[77]
- Ein sehr erfahrener 61-jähriger belgischer Bergsteiger verlor am 31. August auf dem Jubiläumsteig an einer ausgesetzten Stelle den Halt und stürzte auf die Nordseite über steilen Fels 200 Meter tief in Richtung Höllental.[78]
- Am 24. September stürzte eine 24-jährige chinesische Studentin aus München ca. 500 Meter tief von der Irmerscharte zum Klettersteig-Einstieg am Höllentalferner. Ihr Begleiter informierte gegen 20:30 Uhr den Notruf. Aufgrund von Verständnisproblemen erfuhren die Bergretter erst vor Ort vom Absturz seiner Begleiterin. Die beiden trugen nur Turnschuhe und hatten sich technisch und zeitlich vollkommen verschätzt.[79][80]

### 2014
- Ein belgischer Wanderer machte am 23. Juli am Ausgang der Höllentalklamm in einem Schluchtbereich eine Pause, als sich direkt über ihm ein massiver Steinschlag löste und ihn tödlich traf.[81]

### 2015
- Am Nachmittag des 10. April kam ein 29-jähriger Mann aus München bei einem Skiunfall ums Leben. Sein 27-jähriger Begleiter wurde schwer verletzt ins Krankenhaus geflogen. Die beiden Männer wollten mit Skiern von der Bergstation über die Südseite zum Zugspitzplatt abfahren, stürzten etwa 100 Meter unterhalb der Bergstation und fielen etwa 200 Meter über steiles, felsiges Gelände.[82]
- Ein 39-jähriger Mann aus Oberammergau war am 30. Dezember auf dem Jubiläumsgrat mit drei Begleitern unterwegs, wobei er ausrutschte und über felsiges Gelände ca. 400 Meter in Richtung Höllental abrutschte. Die Männer waren laut Polizei gut für die Tour ausgerüstet.[83]

### 2016
- Am 18. August brach ein 42-jähriger Mann aus Fürstenfeldbruck gegen 22 Uhr von der Höllentalangerhütte in Richtung Zugspitze auf. Vermutlich beim Ausziehen der Steigeisen rutschte der Mann aufgrund von Regen und Dunkelheit am Übergang zwischen Höllentalferner und oberem Klettersteig in eine Gletscherspalte. Als seine Frau ihn am nächsten Abend vermisst meldete, begann eine Suchaktion, und Mitglieder der Bergwacht kontrollierten alle offenen Gletscherspalten, wobei sie einen Rucksack fanden. Da unklar war, ob der Mann noch lebte, begann noch in der Nacht eine Rettungsaktion, und die abgeseilten Retter fanden den Mann in 15 Metern Tiefe. Der Notarzt konnte jedoch nur noch den Tod feststellen.[84]
- Ein 65-jähriger Vater aus Göppingen brach am 8. September morgens mit seinem Sohn von der Höllentalangerhütte zum Gipfel auf. An der Irmerscharte verlor der Vater auf dem schmalen Weg den Halt und stürzte 150 Meter in die Tiefe. Beide waren gut ausgerüstet und hatten laut Bergwacht die für die Route nötige Erfahrung.[85]
- Am 2. Oktober setzte ein Mann aus Odelzhausen gegen 18:50 Uhr einen Notruf ab, der allein zu einer Tour über den Jubiläumsgrat aufgebrochen war und bei einsetzender Dunkelheit die Orientierung verloren hatte. Aufgrund der nur äußerst vagen Angaben und ungünstigen Wetteraussichten verzichtete die Bergwacht auf eine Suche zu Fuß in der Dunkelheit. Ein angeforderter SAR-Hubschrauber musste die Suche gegen 22:30 Uhr aufgrund von Schneefall und starkem Wind unterbrechen, es bestand zu der Zeit auch kein Mobilfunkkontakt mehr. Früh am Morgen setzten die Bergwacht und der Rettungshubschrauber Christoph Murnau die Suche fort und fanden den Mann schließlich in der Blassenrinne am Hochblassen leicht abseits des Weges. Er war offenbar 10 Meter tief gestürzt, hatte aufgrund der Verletzungen seine mitgeführte warme Kleidung nicht mehr anziehen können und war erfroren.[86]

### 2017
- Ein 77-jähriger Mann stieg am 23. Mai über die Wiener-Neustädter-Hütte auf und stürzte im Bereich des Gipfelgrates ca. 250 Meter tief in Richtung Zugspitzplatt. Nach einer Vermisstenmeldung am folgenden Morgen begann eine Suchaktion, bei der zunächst unklar war, ob der Mann am Eibsee verblieben war oder über welche Route er den Berg bestiegen hatte. Nachdem sich die Vermieterin erinnerte, dass er die Wiener-Neustädter-Hütte erwähnt hatte, entdeckten österreichische Einsatzkräfte zunächst einen Rucksack und Rutschspuren. Kurz darauf konnten deutsche Einsatzkräfte die Leiche mittels Pistenraupe und Zahnradbahn ins Tal bringen.[87][88][89]
- Eine Wanderin verlor am 7. August auf dem Stangensteig das Gleichgewicht und stürzte ca. 200 Meter in den Tod.[90][91]
- Den Heiligabend wollte ein 31-jähriger Mann aus Moosburg an der Isar im Zugspitz-Massiv verbringen. Seine Route sollte vom Höllental über Stangensteig, den Rinderweg zum  Osterfelderkopf und weiter zum Kreuzeck führen. Noch vor dem mit hohem, hartem Schnee bedeckten Stangensteig verlor er in einer steilen Felsrinne den Halt und stürzte ab. Da er sich im Kreuzeckhaus nicht angemeldet hatte und einen Winterschlafsack mitgeführt hatte, ging man davon aus, dass er die Nacht im Freien verbringen wollte.[92]

### 2018

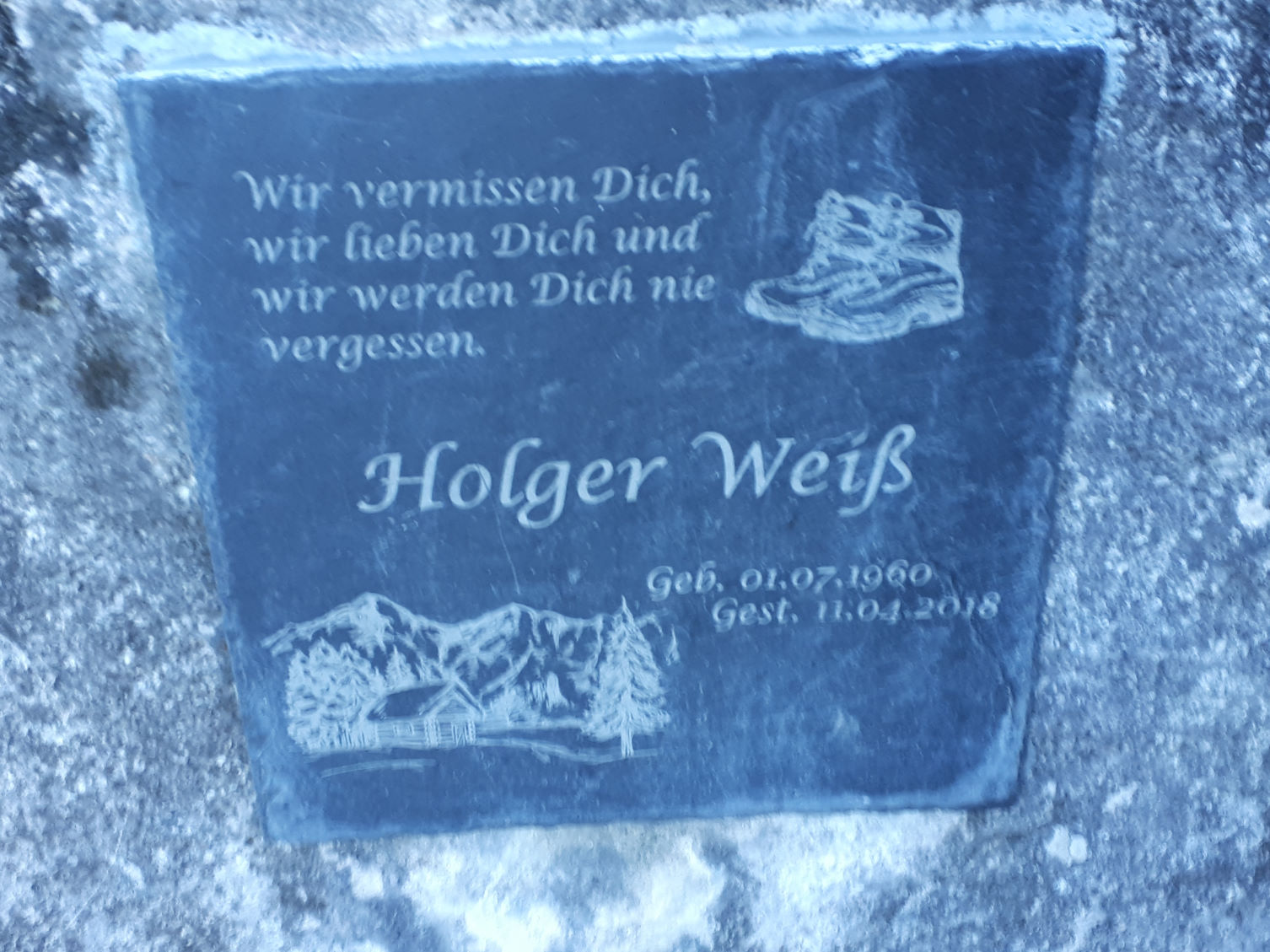
Gedenktafel für Holger Weiß

- Der 57-jährige Holger Weiß verunglückte am 11. April tödlich in der Höllentalklamm.
- Michael Stimmer, der Hüttenwirt der Reintalangerhütte, war am 10. Juni mit seinen beiden Söhnen eisklettern, als eine Scholle abbrach und den Vater sowie teilweise den jüngeren Sohn unter Eismassen begrub. Der ältere Sohn holte an der Hütte Hilfe und kehrte mit Gästen und Schaufeln an den Unglücksort zurück, womit sie gegen das harte Eis jedoch nichts ausrichten konnten. Der Rettungshubschrauber Christoph Murnau brachte Rettungskräfte auf den Gipfel, die den Vater über das Sicherungsseil des Sohnes orteten. Mithilfe von Kettensägen konnte man nach zwei Stunden zunächst den Vater tot bergen und nach zwei weiteren Stunden den verletzten Sohn befreien. Laut Polizei ist der Lawinenkegel in der Schlucht am Partnach-Ursprung alljährlich Ziel von Kletterern, jedoch nur innerhalb eines engen Zeitfensters. Die sommerlichen Temperaturen zum Unglückszeitpunkt ließen das Eis allerdings brechen, wodurch sich auch für die Einsatzkräfte, die teilweise unter einem eiskalten Wasserfall arbeiten mussten, eine erhebliche Eigengefährdung ergab.[93][94]

### 2019
- Am 2. Juli gegen 11 Uhr brachen ein 50-jähriger Niederländer und sein Schwager vom Münchner Haus in Richtung Zugspitzplatt auf. Nach 10 Minuten verlor der gut ausgerüstete Mann offenbar auf einem Altschneefeld den Halt und stürzte ca. 150 Meter in die Tiefe.[95]
- Eine 63-jährige Wanderin rutschte am 11. Oktober auf dem Stangensteig aus und fiel an einer Felswand ca. 100 Meter in die Tiefe.[96]
- Am 24. November stürzt ein 27-jähriger Münchner, der als erfahrener Bergsteiger galt, vom Jubiläumssteig zum Höllentalferner in den Tod. Sein Begleiter informierte unverzüglich die Rettungsleitstelle, doch der mit dem Rettungshubschrauber eingeflogene Notarzt konnte nur noch den Tod feststellen. Der Leichnam wurde später mithilfe von Bergwacht und Polizeihubschrauber geborgen.[97]

### 2020
- Ein 17-jähriger Jugendlicher aus München brach am 18. März mit dem Zug nach Garmisch-Partenkirchen auf und wurde am Folgetag von seinen Eltern als vermisst gemeldet, nachdem diese ihn nicht mehr auf seinem Mobiltelefon erreichen konnten. Die Einsatzkräfte konnten das Mobiltelefon orten und fanden den jungen Mann am 20. März ca. 150 Meter unterhalb des Schützensteigs im Reintal.[98]

### 2021
- Am 30. Mai wanderte eine 53-jährige Frau mit ihrem Sohn und einer Freundin von Grainau zur Höllentalangerhütte. Dort trennte sich die Gruppe und die Frau wollte allein über den Stangensteig zurück. Da dieser nach dem Winter jedoch noch gesperrt war und erst am Folgetag wieder eröffnet wurde, informierte sie ihre Begleiter per WhatsApp, dass sie eine ca. 6-stündige Alternativroute nähme. Als sie am späten Abend nicht zurückkehrte und ihre Begleiter sie nicht erreichen konnten, informierten diese die Rettungsleitstelle. Nachdem die nächtliche Suche mit einem Hubschrauber aufgrund der Dunkelheit und des nicht eingrenzbaren Suchgebiets zunächst unterbrochen wurde, fand man am folgenden Morgen den leblosen Körper in einer Geröllhalde. Vermutlich war die Frau versehentlich auf den Schafsteig abgebogen und im felsdurchsetzten und teils noch schneebedeckten Steilgelände 400 Meter tief abgestürzt.[99][100][101]
- Am 21. Juni befand sich ein 81-jähriger Bergsteiger aus Wolfratshausen auf dem Abstieg vom Osterfelderkopf über die Rinderscharte, als er sich ca. 15 Minuten vor der Höllentalangerhütte über einen Abhang beugte, um die Gumpen der Bockwaldlaine zu sehen. Dabei verlor er das Gleichgewicht und stürzte in das Bachbett. Die per Rettungshubschrauber abgesetzte Notärztin konnte nur noch den Tod feststellen. Der Leichnam wurde mittels Polizeihubschrauber geborgen, anschließend wurden die Ehefrau und zwei Augenzeugen ins Tal geflogen.[102]
- Am 15. August verunglückten zwei Personen in der Höllentalklamm. Eine Frau überlebte nicht.[103]
- Am 12. September verlor ein 61-jähriger Mann aus Penzing beim Klettern auf die Zugspitze den Halt. Er stürzte auf 2.700 Metern Höhe 50 Meter in die Tiefe. Ein Rettungshubschrauber konnte ihn nur noch tot bergen.[104][105]

### 2022
- Eine 30-jährige Skifahrerin aus Nordrhein-Westfalen stürzte am Nachmittag des 15. Januars auf einer Skipiste im Bereich des Wetterwandecks. Nachfolgende Skifahrer und Bergwachtpersonal leisteten Erste Hilfe. Nachdem sie zunächst noch bewusstlos mit einem Rettungshubschrauber ins Krankenhaus eingeliefert wurde, erlag die Frau zwei Tage später ihren Verletzungen.[106]
- Am 13. April brach ein Ehepaar aus Sachsen-Anhalt zu einer Wanderung von Grainau Richtung Osterfelderkopf auf. Nachdem die Vermieterin ihrer Ferienwohnung sie am 16. April als vermisst gemeldet hatte, wurden die beiden noch am selben Tag tot unterhalb des Wegabschnitts zwischen Höllentalangerhütte und Hupfleitenjoch gefunden. Laut Polizei trugen die Urlauber lediglich Turnschuhe und stürzten mit dieser unzureichenden Ausrüstung auf einem verschneiten Wegabschnitt zum Gipfel ab.[107]
- Ein geübter Kletterer und erfahrener Alpinist aus Bergisch Gladbach stürzte am 14. September auf der Kletterroute „Eisenzeit“ ca. 20–30 Meter über steiles, felsiges Gelände ab, als er im oberen Teil der Tour deren weiteren Verlauf suchte. Der 62-Jährige verstarb noch an der Unfallstelle, ein Polizeihubschrauber übernahm die Bergung der Leiche. Sein 55-jähriger Begleiter wurde vom Rettungshubschrauber Christoph Murnau ins Tal geflogen.[108][109][110]

### 2023
- Am 7. Januar befand sich ein 28-jähriger erfahrener und entsprechend ausgerüsteter Bergsteiger aus München auf dem Jubiläumsgrat von der Zugspitze zur Alpspitze. Noch vor der Inneren Höllentalspitze trat er auf eine Wechte, die unter seinem Gewicht brach und ihn nordseitig ca. 350 Meter tief ins Höllental mit sich riss. Der von seiner Begleiterin und anderen Bergsteigern herbeigerufene Notarzt des Rettungshubschraubers konnte nur noch den Tod feststellen. Der Leichnam wurde durch Beamte der Alpinen Einsatzgruppe mithilfe eines Polizeihubschraubers geborgen.[111]
- Am 9. Juni wurde ein 61-jähriger Bergsteiger aus dem Landkreis Pfaffenhofen im Bereich der Irmerscharte von einem Schneerutsch erfasst und stürzte über steiles Felsgelände etwa 400 Meter tief auf den Höllentalferner. Der Rettungshubschrauber Christoph Murnau machte sich mit Kräften der Bergwacht Grainau auf den Weg zur Unfallstelle, wo die Notärztin nur noch den Tod feststellen konnte. Der Leichnam wurde daraufhin durch die Alpine Einsatzgruppe der Polizei mit einem Polizeihubschrauber geborgen. Acht Augenzeugen am Höllentalferner wurden ins Tal geflogen, während drei Augenzeugen an der Irmerscharte von der Bergwacht zum Gipfel begleitet wurden.[112][113]
- Am 5. Juli stürzte ein 65-jähriger Wanderer aus Nierstein in Rheinland-Pfalz vom Stangensteig ca. 150 Meter tief auf den stark frequentierten Klammweg zur Höllentaleingangshütte. Zwei Augenzeugen leisteten sofort erste Hilfe, aufgrund der Schwere der Verletzungen konnte der Notarzt des Rettungshubschraubers Christoph Murnau jedoch nur noch den Tod feststellen.[114]
- Am 17. Juli verunglückte der 28-jährige Allgäuer Alpinist und Klettertrainer Philipp Munkler im Bereich zwischen den Wetterspitzen und dem Wetterwandeck. Er befand sich allein auf der selten begangenen Plattumrundung von der Zugspitze zum Gatterl über den Grat entlang der deutsch-österreichischen Grenze. Hierbei handelt es sich um keine ausgewiesene Route. Die Tour enthält komplizierte Kletterstellen, die dem dritten und vierten Schwierigkeitsgrad entsprechen. Nachdem er sich nicht wie vereinbart bei einem Freund gemeldet hatte, wurde er am Folgetag vormittags als vermisst gemeldet und nachmittags von der Besatzung eines Polizeihubschraubers nahe der Bergstation des ehemaligen Sessellifts „Neue Welt“ entdeckt. Da der Hubschrauber wetterbedingt nicht landen konnte, machten sich drei Mitglieder der Bergwacht Garmisch-Partenkirchen zu Fuß auf den Weg. Die Ärztin konnte jedoch nach dem Sturz über ca. 150 Meter nur noch den Tod feststellen. Am Folgetag wurde die Leiche durch einen Polizeihubschrauber geborgen.[115][116][117][118]
- Seit dem 3. November wurde ein 23-jähriger aus der Nähe von Heilbronn vermisst, nachdem sein Auto verlassen auf dem Parkplatz der Seilbahn Zugspitze gefunden wurde. Ermittlungen ergaben, dass er bereits am 26. Oktober mit der Seilbahn auf den Gipfel gefahren und anschließend ins Zugspitzplatt abgestiegen war. Nachdem die Suche zunächst erfolglos eingestellt worden war, fanden Skifahrer den Leichnam am ersten Weihnachtsfeiertag neben der Piste „Weißes Tal“. Eine Obduktion ergab keine Hinweise auf Fremdeinwirkung.[119][120]

### 2024
- Am 12. Juni wurde ein 34-jähriger polnischer Bergsteiger von drei Bergsteigern am Höllentalferner unweit des Einstiegs zum Klettersteig leblos aufgefunden. Vermutlich ereignete sich der Unfall bereits am 11. Juni. Sehr wahrscheinlich war der Verunglückte alleine unterwegs und stürzte vom Klettersteig.[121]
- Am 19. Juni bestieg eine dreiköpfige polnische Wandergruppe gegen 14 Uhr über den Höllentalferner die Zugspitze. An der Irmerscharte bemerkten zwei der Gruppe, dass ihr 40-jähriger Begleiter fehlte. Sie entdeckten ihn noch auf dem Höllentalferner rutschend; er ist dementsprechend mehrere hundert Meter gestürzt.[122]
- Seit dem 21. Juni wird ein 21-jähriger im Höllental vermisst, nachdem der Handykontakt zu seinem Vater am späten Abend abbrach. Ein Teil der Suchaktion der Bergwacht Grainau wurde im Rahmen der Dokumentationsreihe In höchster Not – Bergretter im Einsatz begleitet.[123]
- Am 19. Juli stürzte ein 43-Jähriger am Jubiläumsgrat an der Zugspitze in senkrechtem Gelände über 300 Höhenmeter ab und zog sich dabei tödliche Verletzungen zu.[124]
- Am 21. Juli wurde ein 18-Jähriger unweit des Gipfels vom Blitz getroffen und verstarb noch vor Ort.[125]
- Am 15. August wollte ein Bergsteiger die Zugspitze besteigen. Nachdem Angehörige ihn als vermisst gemeldet hatten, konnte er bei der umgehend eingeleiteten Suche in einer Rinne unweit des Bayernsteigs, einem Zustieg zum Stopselzieher, nur noch tot aufgefunden werden. Die Ursache für seinen Absturz ist unklar.[126]
- Eine Ärztin aus dem Allgäu wurde am 4. Dezember von Angehörigen vermisst gemeldet. Spuren führten von der Aussichtsplattform auf die Nordseite und deuteten auf einen Absturz über mehrere hundert Meter hin. Eine Bergung der Leiche war im Winter nicht möglich.[127] Die Leiche wurde im Juli 2025 in einer aufwendigen Aktion von alpinen Einsatzkräften geborgen.[128][129]

### 2025
- Ein kanadischer Student war am 9. April nicht von einer Bergtour ins Höllental zurückgekehrt. Seine Vermieterin, die ihm zuvor noch aufgrund der winterlichen Verhältnisse von der Tour abgeraten hatte, alarmierte am Abend die Rettungskräfte. Die Leiche wurde am Folgetag in der Nähe der Höllentaleingangshütte gefunden.[130]
- Eine 49-jährige Frau ist am Mittwoch (13. August 2025) bei einem Sturz über einen Wasserfall unterhalb der Zugspitze tödlich verletzt worden. Ihr 48-jähriger Ehemann sprang hinterher, konnte sie jedoch nicht mehr retten.[131]
- Ein 61 Jahre alter Mann ist auf dem Jubiläumsgrat an der Zugspitze nahe des bayerischen Grainau am 20. August 2025 tödlich verunglückt. Der Mann habe sich mit drei Begleitern auf dem Grat zwischen Mittlerer und Äußerer Höllentalspitze  befunden.[132]